# Свечение моря (1492)
Свечение моря 1492 года — свечение моря неизвестного происхождения, наблюдавшееся 11 октября 1492 года во время первого путешествия Христофора Колумба некоторыми членами экипажей кораблей «Санта-Мария», «Пинта» и, возможно, «Нинья» незадолго до прибытия на остров Гуанахани. Свечение упоминается в судовом журнале Христофора Колумба, его жизнеописании, составленном сыном Фердинандом, материалах судебного разбирательства о владении Верагуа и некоторых других источниках.
Колумб описывает свет как «небольшую восковую свечу, которая возникает из глубины и поднимается, что в какой-то степени, казалось, было признаком суши». Он получил королевское вознаграждение за сообщение о свечении. Его сын Фердинанд также характеризовал его как свечу, которая поднимается вверх и опускается вниз. Свечение наблюдалось в 10 часов вечера при первой четверти Луны.
В качестве возможных объяснений свечения предлагается версия искусственного происхождения (например, что это могли быть видневшиеся вдали факелы живущих на Гуанахани индейцев или же свет с более восточного острова) и версия наблюдения биолюминесценции простейших. Последняя версия подвергается критике ввиду точечности описанного свечения. Несмотря на то, что самки обитающего в этих водах кольчатого червя Odontosyllis enopla способны в течение короткого времени излучать свет, подобный описанному Колумбом, было доказано, что период их свечения составляет лишь несколько дней после полнолуния, что не соответствует условиям, в которых наблюдал свечение Колумб.